# オーガスト (ブランド)
オーガスト（August）は、東京都中野区に本社を置く株式会社葉月（はづき）のアダルトゲームブランド。パートナーブランドの一員。

## 沿革
同人サークル「王宮魔法劇団」（おうきゅうまほうげきだん）が前身である。サークル時代に制作したゲーム作品に『One Way Love〜ミントちゃん物語』がある。
2001年にパートナーブランドにスカウトされたことをきっかけに、榊原拓ら主要スタッフはそれぞれ務めていた会社を退社し有限会社葉月（2006年株式会社化）を設立、商業化。デビュー作『バイナリィ・ポット』を発売する。当時は何もかもが手探りの状態で資金も時間もない中、スタッフみんなで1つの部屋に住みこんで開発をしていたり、当時まだ大学生であったスタッフは卒論と並行で作業をしていたという。2作目『Princess Holiday 〜転がるりんご亭千夜一夜〜』（プリホリ）では前作のアンケート結果を元に、「明るく楽しい雰囲気」といった雰囲気を全面に押し出す作品を発売、今後の作品作りの方向性を決定することになる。プリホリ発売後から徐々に知名度が上がりコミックマーケット等のイベントで商品を購入できないユーザーが出始めたため、オフィシャル通販を開始した。3作目『月は東に日は西に 〜Operation Sanctuary〜』は大ヒットし、前作以上に様々なメディア展開が行われオーガスト作品初のTVアニメ化やWebラジオも実現した。
ファンディスク『オーガストファンBOX』を経て、2005年に発売された第5作『夜明け前より瑠璃色な』は同年のアダルトゲーム年間セールス第3位を記録した。2006年3月、自社作品の家庭用ゲーム機用ソフトウェアを製作するブランド「ARIA」を設立し、『夜明け前より瑠璃色な -Brighter than dawning blue-』を発売。『夜明け前より瑠璃色な』は長く関連作品がリリースされ続け、後に続編『夜明け前より瑠璃色な -Moonlight Cradle-』を発売することとなる。
2008年、第6作『FORTUNE ARTERIAL』が発売、オーガスト作品の中で最高の売上を記録する。しかしこの頃から、「明るく楽しい雰囲気」を壊さないための自主規制の中で作品を作ることに限界を感じ始め、自主規制を打ち破る新しい企画作りを開始した。2011年、それまでのオーガストの持つイメージとは全く異なる、退廃的な世界観、シリアスかつハードなストーリーを盛り込んだ『穢翼のユースティア』を発売。
2017年12月19日からDMM GAMESにおいて『あいりすミスティリア!〜少女のつむぐ夢の秘跡〜』のサービスが開始された。こちらはDMM GAMESとオーガストの共同開発作品であり、シナリオ、イラスト、音楽をオーガストが担当している。

## 作品一覧
| 発売年 | 発売日   | タイトル                                      | 原画                   | シナリオ                                   | 備考               |
| ------ | -------- | --------------------------------------------- | ---------------------- | ------------------------------------------ | ------------------ |
| 2002年 | 2月22日  | バイナリィ・ポット                            | べっかんこう           | 榊原拓                                     |                    |
| 2002年 | 9月27日  | Princess Holiday 〜転がるりんご亭千夜一夜〜   | べっかんこう           | 榊原拓                                     |                    |
| 2003年 | 9月26日  | 月は東に日は西に 〜Operation Sanctuary〜      | べっかんこう           | 榊原拓、内田ヒロユキ、安西秀明、千田誠行   |                    |
| 2004年 | 8月27日  | オーガストファンBOX                           |                        |                                            |                    |
| 2005年 | 9月22日  | 夜明け前より瑠璃色な                          | べっかんこう           | 榊原拓、内田ヒロユキ、安西秀明、岡田留奈   |                    |
| 2008年 | 1月25日  | FORTUNE ARTERIAL                              | べっかんこう           | 榊原拓、内田ヒロユキ、安西秀明             |                    |
| 2009年 | 2月27日  | 夜明け前より瑠璃色な -Moonlight Cradle-       | べっかんこう           | 榊原拓、内田ヒロユキ、安西秀明、岡田留奈   |                    |
| 2011年 | 4月28日  | 穢翼のユースティア                            | べっかんこう           | 榊原拓、内田ヒロユキ、安西秀明             |                    |
| 2013年 | 1月25日  | 大図書館の羊飼い                              | べっかんこう           | 榊原拓、内田ヒロユキ、安西秀明             |                    |
| 2013年 | 9月27日  | 大図書館の羊飼い〜放課後しっぽデイズ〜        | 夏野イオ               | 榊原拓、内田ヒロユキ、安西秀明             |                    |
| 2014年 | 3月28日  | 大図書館の羊飼い -Dreaming Sheep-             | べっかんこう、夏野イオ | 榊原拓、内田ヒロユキ、安西秀明             |                    |
| 2016年 | 9月23日  | 千の刃濤、桃花染の皇姫                        | べっかんこう、夏野イオ | 榊原拓、内田ヒロユキ、安西秀明             |                    |
| 2017年 | 12月19日 | あいりすミスティリア!〜少女のつむぐ夢の秘跡〜 | べっかんこう、夏野イオ | 榊原拓、内田ヒロユキ、安西秀明、加賀宮考一 | 共同開発:DMM GAMES |
| 2019年 | 9月27日  | 千の刃濤、桃花染の皇姫 -花あかり-             | べっかんこう、夏野イオ | 榊原拓、内田ヒロユキ、安西秀明、加賀宮考一 |                    |

## アニメ化作品
| 作品                                     | 放送年 | アニメーション制作                 |
| ---------------------------------------- | ------ | ---------------------------------- |
| 月は東に日は西に 〜Operation Sanctuary〜 | 2004年 | RADIX                              |
| 夜明け前より瑠璃色な                     | 2006年 | 童夢                               |
| FORTUNE ARTERIAL                         | 2010年 | ゼクシズ、フィール                 |
| 大図書館の羊飼い                         | 2014年 | フッズエンタテインメント×FelixFilm |

## コミック作品
- 剣道娘は異世界でも斬り結ぶ[3]

## 主なスタッフ

### オーガスト所属
- 制作統括・総指揮：るね
- 原画・キャラクターデザイン：べっかんこう
- 原画補助：夏野イオ
- シナリオ：榊原拓、内田ヒロユキ、安西秀明
- CG統括：弥弛
- CG：ぺぺる
- 背景：阿舎利ん_16
- サポート・Web管理：よもぎ

### 外注
- Active Planets - BGM
- 脳みそホエホエ - 『オーガストファンBOX』以降ディフォルメキャラのデザインを担当。
- ゆうろ - 背景

### 過去に在籍していたスタッフ
- 耶律鴬牙 - BGM
- かずぽん - CG
- 里見藤久 - CG統括
- 北川由貴 - 背景・演出・ムービー[4]

## トラベリング・オーガスト

### 無印（2013年）
概要
トラベリング・オーガストは2013年に開催されたオーガスト初の音楽コンサート。2013年8月17日に東京・文京シビックホール、9月1日に大阪・サンケイホールブリーゼで行われた。『月は東に日は西に 〜Operation Sanctuary〜』から『大図書館の羊飼い』までのボーカル全17曲とボーカルメドレー「Travelling August -Scorpius-」、『夜明け前より瑠璃色な』『FORTUNE ARTERIAL』『穢翼のユースティア』『大図書館の羊飼い』のBGMメドレーが披露された。
スタッフ
- 主催：オーガスト
- 企画：オーガスト、Active Planets
- 音楽制作：Active Planets
- イベント制作：SIDE CONNECTION

出演
- 司会：生天目仁美
- キャスト：石田燿子(Mizuho)、榊原ゆい、Ceuiu-セイ-、泉伶-センレイ-、ちっち、中恵光城、西沢はぐみ、真優、ЯIRE-リール-
- バンドマスター：岸田勇気

関連商品
Side Connection Musicより発売。
『「トラベリング・オーガスト」レコーディングアルバム“ARTICLE AUGUST”』
発売 - 2013年9月27日 / ASIN B00ENYN2KO
コンサートで演奏される楽曲、BGMを収録した公式レコーディングアルバム。2枚組。全曲録り下ろし。ボーカルもすべて新規スタジオ収録。コンサートで先行発売。ジャケットは夏野イオによる御園千莉と鈴木佳奈。
『オーガスト歴代ボーカル ピアノアレンジ集“SPROUT AUGUST"』
発売 - 2013年9月27日 / ASIN B00ENYN2K4
歴代ボーカル全18曲のピアノ・インストゥルメンタルによるアレンジアルバム。コンサートで先行発売。ジャケットは夏野イオによる白崎つぐみ。
『トラベリング・オーガスト コンサート』
発売 – 2014年1月31日
東京公演の模様を収録したBlu-ray&DVD2枚組。特典映像として、終演後のキャスト挨拶とメモリアルフォトムービーを収録。

### 2015
概要
2015年にトラベリング・オーガスト2015として第二回目が行われた。無印は東京公演後に追加公演が決まったが、今回は予め「追加公演の予定はない」と告知してある。2015年8月22日夜、23日昼、夜に東京オペラシティにてフルオーケストラ形式で催され、『夜明け前より瑠璃色な』から新作の『大図書館の羊飼い』までのボーカル曲と新作『千の刃濤、桃花染の皇姫』も含まれるボーカルメドレー「Travelling August -Bloomy-」、『夜明け前より瑠璃色な』『FORTUNE ARTERIAL』『穢翼のユースティア』『大図書館の羊飼い』それぞれのBGM組曲が演奏された。
スタッフ
- 主催：オーガスト
- 企画：オーガスト、Active Planets
- 音楽制作：Active Planets
- イベント制作：SIDE CONNECTION

出演
- 指揮者：永原裕哉
- ナビゲーター：斉藤佑圭、種﨑敦美、米澤円
- ヴォーカル：金靖美恵、MARIE、堀川明子、山下麗奈、上杉彩乃
- コンサートマスター：須山暢大

関連商品
Side Connection Musicより発売。
『トラベリング・オーガスト2015 オーケストラ・コンサートアルバム“Flowery Notes”』
発売 - 2015年10月23日
CD2枚組で、最終公演の音楽プログラムを全曲収録。
『トラベリング・オーガスト2015 ピアノアレンジ集“Primary Notes”』
発売 - 2015年10月23日
オーガスト楽曲のピアノアレンジを収録。2013のバンドマスターおよび、2015の音楽監督を務めた岸田勇気による書下ろし。
『トラベリング・オーガスト2015 in 東京オペラシティ 』
発売 – 2016年2月12日
Blu-ray2枚組で、クライマックスのメドレー「Travelling August -Bloomy-」はマルチアングルで収録。ステージ上のスクリーンに投射された映像のみを観て楽しめる「スクリーン映像Ver.」も収録。

### 2017 -桃幻鏡-
概要
第三回となるトラベリング・オーガスト2017 -桃幻鏡-は2017年7月23日に開催された。23日昼、夜公演で会場は前回同様、東京オペラシティ。席のランクが廃止され、学生シートが追加された。ナビゲーターはサプライズゲストとして当日まで発表されなかった。コンセプトは、「物語仕立て」とされ、公演当時の最新作「千の刃濤、桃花染の皇姫」の世界をベースとし、和楽器+オーケストラの形で行われた。昼公演と夜公演で演奏される曲目に違いがあり、ボーカル曲はすべてインストゥルメンタルバージョンで演奏された。『夜明け前より瑠璃色な』『FORTUNE ARTERIAL』『穢翼のユースティア』『大図書館の羊飼い』『千の刃濤、桃花染の皇姫』それぞれのBGM組曲および、『バイナリィ・ポット』から『千の刃濤、桃花染の皇姫』までのインストゥルメンタルメドレー「Travelling August -桃幻鏡-」などが演奏された。
スタッフ
- 主催：SIDE CONNECTION
- 企画：オーガスト、Active Planets
- 音楽制作：Active Planets
- イベント制作：SIDE CONNECTION

出演
- 指揮者：永原裕哉
- ナビゲーター（サプライズ出演）：仙台エリ
- コンサートマスター：須山暢大

関連商品